# Shensuo
Shensuo, inicialmente conocido como Interstellar Express es un programa propuesto por la Administración Espacial Nacional China diseñado para explorar la heliosfera y el espacio interestelar, similar a las misiones Voyager.  El programa contará con dos o tres sondas espaciales que supuestamente se lanzarán en 2025 y seguirán diferentes trayectorias para encontrarse con Júpiter, cuya gravedad les ayudará a salir del Sistema Solar. La primera sonda, la IHP-1, viajará hacia la punta de la heliosfera, mientras que la segunda sonda, la IHP-2, volará cerca de la cola, pasando cerca de Neptuno y Tritón en enero de 2038. Se plantea la posibilidad de que haya una tercera sonda, la IHP-3, que se lanzaría en 2030 para explorar la mitad norte de la heliosfera. IHP-1 e IHP-2 serían la sexta y séptima nave espacial en abandonar el Sistema Solar, así como las primeras sondas ajenas a la NASA en alcanzar ese objetivo.

## Historia
La heliosfera y el medio interestelar han sido hasta ahora explorados únicamente por tres sondas de la NASA: Voyager 1, Voyager 2 y New Horizons . Ambas Voyager utilizaron asistencia gravitatoria para sacarlas del plano de la eclíptica: la Voyager 1 al norte sirviéndose de la gravedad de Saturno en 1980 y la Voyager 2 al sur de la misma utilizado en este caso a Neptuno en 1989. New Horizons fue diseñada para permitir la exploración de otros objetos del cinturón de Kuiper. Sin embargo, ninguna de estas sondas explora la cola de la heliosfera; Pioneer 10, que se dirigía hacia la cola después de su sobrevuelo a Júpiter en 1973, perdió contacto con la Tierra en 2003. Naves espaciales posteriores que permanecerían dentro del Sistema Solar, como Cassini-Huygens, han recopilado datos valiosos sobre la heliosfera y cómo ésta interactúa con el medio interestelar, lo que sugiere que la heliosfera no tiene forma de cometa sino más bien esférica.

## Descripción de la misión
Cada sonda pesará unos 200 kg, utilizará generadores termoeléctricos de radioisótopos (RTG) como fuente de energía y transportará 50 kg o más de instrumentos científicos, tales como cámaras ópticas, magnetómetros, detectores de polvo y cargas útiles de átomos y partículas neutras. También estudiarán los rayos cósmicos anómalos, el polvo interplanetario y el medio interestelar. Dependiendo de si se utiliza propulsión monopropulsor o iónica, las sondas se lanzarían utilizando cohetes Larga Marcha 3 o Larga Marcha 5. Mientras que el IHP-1 y el IHP-2 utilizarán RTG para generar energía, el IHP-3, si se aprueba, utilizaría un reactor nuclear.
50000 Quaoar y su luna Weywot del cinturón de Kuiper, se están considerando actualmente como posibles objetivos de sobrevuelo para IHP-1. También se ha considerado la exploración de Centauro para ambas sondas.
Si bien se fijó una fecha de lanzamiento para 2024, la pandemia de COVID-19 provocó algunos retrasos, lo que retrasó su lanzamiento a una fecha posterior, estando fijadas en principio en mayo de 2025 y 2026 para el IHP-2. No obstante, es posible que para el IHP-1 se vuelva a retrasar dicha fecha.